# Vattenmott
Vattenmott, Acentria ephemerella är en fjärilsart som först beskrevs av Michael Denis och Ignaz Schiffermüller 1775.  Vattenmott ingår i släktet Acentria,  familjen Crambidae, och överfamiljen Pyraloidea. (Tidigare än 2014 räknades arterna i familjen Crambidae till familjen Pyralidae, då kallad mott). Arten är reproducerande i Sverige.

## Bildgalleri

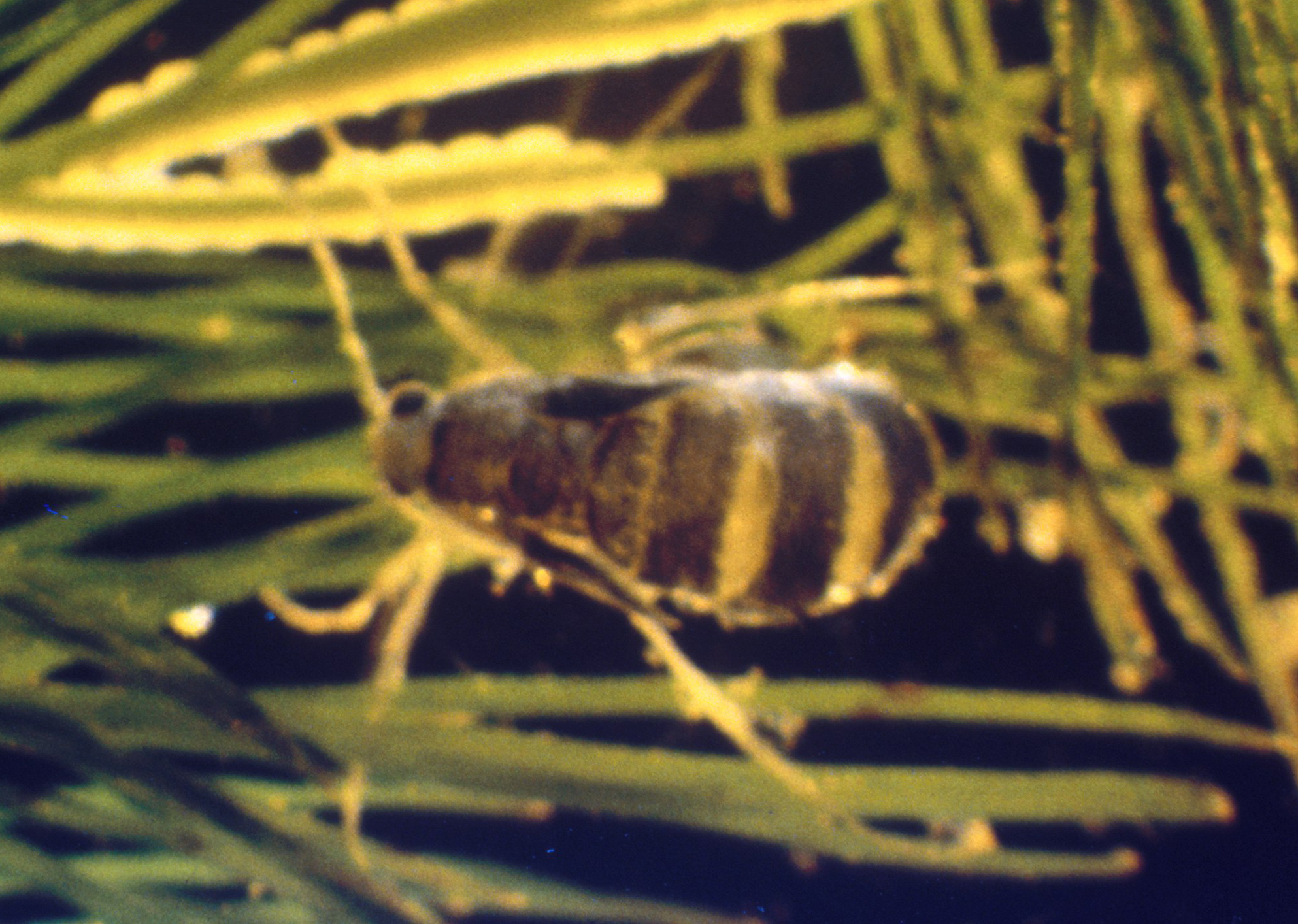